# Meliphaga notata
Papa-mel-marcado ou papa-mel-de-marca-amarela (Meliphaga notata) é uma espécie de ave da família Meliphagidae.
É endémica da Austrália.
Os seus habitats naturais são: florestas subtropicais ou tropicais húmidas de baixa altitude e florestas de mangal tropicais ou subtropicais.